# Jihoafrická unie na Letních olympijských hrách 1928
Jihoafrická unie se účastnila Letní olympiády 1928 v nizozemském Amsterdamu.

## Medailisté
| Medaile | Jméno                                                            | Sport    | Soutěž                              |
| ------- | ---------------------------------------------------------------- | -------- | ----------------------------------- |
| Zlato   | Sid Atkinson                                                     | Atletika | Muži 110 m překážek                 |
| Bronz   | Harry Isaacs                                                     | Box      | muži váha bantamová – do 53,5 kg    |
| Bronz   | Freddie van der Goes Kathleen Russell Rhoda Rennie Marie Bedford | Plavání  | ženy štafeta 4 × 100 m volný způsob |